# Murçós
Murçós é uma povoação portuguesa do Município de Macedo de Cavaleiros que foi sede da extinta Freguesia de Murçós, freguesia que tinha 21,23 km² de área e 134 habitantes (2011), e, por isso, uma densidade populacional de 6,3 hab/km².
A Freguesia de Murçós foi extinta (agregada) pela reorganização administrativa de 2012/2013, tendo o seu território sido agregado ao das Freguesias de Espadanedo, Edroso e Soutelo Mourisco para criar a nova União de Freguesias de Espadanedo, Edroso, Murçós e Soutelo Mourisco.
A única localidade da antiga freguesia é a aldeia de Murçós. Fez parte do concelho de Torre de Dona Chama até à sua extinção. Depois passou para o de Vinhais e em 1855 para o actual concelho (atual município) de Macedo de Cavaleiros.
Do seu património destaca-se a Igreja Matriz, a Capela de Santo António e os vestígios das Minas de Vale Escuro, que funcionaram até 1976 na extracção de estanho e volfrâmio.
É de notar a extrema importância desta aldeia para a cultura transmontana, uma vez que a verdadeira origem dos Caretos remonta para a mesma, fama posteriormente adotada por Podence.

## População
| População da freguesia de Murçós | População da freguesia de Murçós | População da freguesia de Murçós | População da freguesia de Murçós | População da freguesia de Murçós | População da freguesia de Murçós | População da freguesia de Murçós | População da freguesia de Murçós | População da freguesia de Murçós | População da freguesia de Murçós | População da freguesia de Murçós | População da freguesia de Murçós | População da freguesia de Murçós | População da freguesia de Murçós | População da freguesia de Murçós |
| -------------------------------- | -------------------------------- | -------------------------------- | -------------------------------- | -------------------------------- | -------------------------------- | -------------------------------- | -------------------------------- | -------------------------------- | -------------------------------- | -------------------------------- | -------------------------------- | -------------------------------- | -------------------------------- | -------------------------------- |
| 1864                             | 1878                             | 1890                             | 1900                             | 1911                             | 1920                             | 1930                             | 1940                             | 1950                             | 1960                             | 1970                             | 1981                             | 1991                             | 2001                             | 2011                             |
| 315                              | 377                              | 353                              | 346                              | 382                              | 338                              | 314                              | 396                              | 540                              | 695                              | 543                              | 431                              | 282                              | 206                              | 134                              |